# Instinto asesino
Instinto asesino es una serie producida por Endemol Argentina para Discovery Channel. Cada episodio retrata el caso de un asesino en serie o una masacre que ocurrió en un país de América Latina. Hasta ahora, los casos descritos ocurrieron en Argentina, Brasil, Colombia, Venezuela y México.
La primera temporada contó con seis casos y el número de muertos causados por los seis delincuentes combinados supera un centenar de víctimas. Una segunda temporada se emitió en América Latina, con ocho episodios en total. Su tercera temporada se estrenó en 2012, con casos abordando la clase media.

## Primera temporada

### El Monstruo de los Cañaduzales
Valle del Cauca (Colombia). El primer episodio analiza el caso de Manuel Octavio Bermúdez, un colombiano pederasta y asesino en serie. Su apodo es el Monstruo de los Cañaduzales. Confesó la violación y asesinato de 21 niños en zonas remotas de Colombia entre 1999 y 2003.

### La Mataviejitas
CDMX (México). Juana Barraza Samperio es una ladrona y asesina en serie mexicana. Su apodo es la Mataviejitas. Detenida por matar a varias ancianas y robar pertenencias de ellas entre finales de los años 1990 y 2006. Hay preguntas sobre el número real de sus víctimas, que se estima entre unas 17 a 52 víctimas.

### El Maníaco del Parque
São Paulo (Brasil). Francisco de Assis Pereira es un brasileño violador y el asesino en serie. Su apodo es el maníaco del Parque. Fue detenido por la tortura, la violación y muerte de 11 mujeres en un parque en São Paulo durante la década de 1990.

### Masacre Escolar
Carmen de Patagones (Argentina). El estudiante Rafael Solich, más conocido como Junior, fue responsable de la masacre escolar de Carmen de Patagones en la escuela Secundaria Islas Malvinas que tuvo lugar en septiembre de 2004 en la ciudad de Carmen de Patagones, Argentina. Como resultado, 3 estudiantes murieron y otros 5 quedaron heridos.

### El Padrino
Frontera entre Estados Unidos y México Matamoros (México) y Brownsville (Estados Unidos). Adolfo de Jesús Constanzo era un asesino en serie estadounidense, narcotraficante y líder de una secta. Su apodo era el Padrino de Matamoros. Junto con su pareja Sara Aldrete y su culto fueron responsables de, al menos, 13 sacrificios humanos en Matamoros, México, durante la década de 1980, antes de ser abatido junto con uno de sus seguidores por la policía.

### El Vampiro de Niteroi
Río de Janeiro y Niterói (Brasil). Marcelo Costa de Andrade, un pedófilo y asesino en serie de Brasil, confesó la violación y muerte de 14 niños en las ciudades brasileñas de Río de Janeiro y Niterói en 1991. Su hábito de beber la sangre de sus víctimas le valió el apodo de el Vampiro de Niteroi.

## Segunda temporada

### Bruja Asesina
María Concepción Ladino fue una mujer colombiana que decía ser una bruja y fue acusada de matar al menos a 5 personas después de haberlas invitado a sus casas para realizar rituales de curación y protección, para luego drogar a sus víctimas antes de tomar sus vidas en su lugar. A pesar de haber sido condenada a 40 años de prisión, se encuentra actualmente en arresto domiciliario debido a los malos procedimientos en el juicio.

### La Masacre de Pozzeto
Colombia, 1986. Un veterano estadounidense de la Guerra de Vietnam, Campo Elías Delgado, asesinó a su propia madre y provocó una ola de asesinatos que culminó con unas 30 personas muertas, incluyendo al mismo asesino. 25 años más tarde, un equipo de forenses trata de determinar si el hombre se quitó la vida o fue asesinado durante el tiroteo en el restaurante Pozetto, donde su cuerpo fue encontrado.

### El Monstruo de Río Claro
La ciudad brasileña de Río Claro fue aterrorizada durante la década de 1990 por Laertes Patrocinio Orpinelli, un pedófilo y asesino en serie que, según su propio testimonio, había cobrado la vida de al menos un centenar de niños antes de ser arrestado. A pesar de que el número real de víctimas es desconocido, fue condenado por la muerte de 9 niños.

### El Maníaco de Trianon
São Paulo, Brasil. En los primeros años de la década de 1980, Fortunato Botton Neto es el responsable de la muerte de 13 de sus clientes, todos ellos homosexuales.

### La Hiena de Querétaro
Querétaro, México, 1989. Después de una seria pelea con su marido con el cual se estaba divorciando, Claudia Mijangos una mujer religiosa, buena madre, generosa, bella y de abolengo tenía todo en la vida pero esa madrugada tuvo pesadillas tan fuertes que desataron su locura, desquiziada totalmente tomó algunos cuchillos y mató a sus 3 hijos. Dos décadas más tarde, hay muchas preguntas sin respuesta todavía sobre el crimen, incluyendo su presunto enamoramiento de uno de los sacerdotes locales.

### El Sádico
Ciudad de México, 2005. Un exmiembro de las Fuerzas Armadas, Raúl Osiel Marroquín, motivado por su homofobia, atrajo a 4 jóvenes homosexuales a su casa, donde los torturó y ejecutó con la ayuda de un cómplice, a pesar de haber recibido pagos por su rescate.

### La Casa del Horror
Buenos Aires, Argentina, 2003. Héctor Nene Sánchez secuestró y mató a Marela Martínez de 9 años de edad. La desaparición de la niña causó conmoción generalizada, cuando se estableció un esfuerzo internacional para buscarla. Cinco meses más tarde, los cuerpos de 2 niñas violadas y golpeadas hasta la muerte (incluido el de Marela) fueron encontrados en una casa. La detención del delincuente es solo una parte de la historia oscura que rodea a él y a la familia de la niña.

### Viuda Negra
Córdoba (Argentina), 2003. Antonia Giampietro seducía a ancianos con el fin de tomar posesión de sus bienes. Envenenó a más de una docena y causó la muerte de al menos 2 de ellos.

## Tercera temporada

### Furia en Caracas
Caracas (Venezuela), 2008. Una joven es encontrada asesinada. El principal sospechoso es un terapeuta de nombre Edmundo Chirinos con más de años de experiencia que ha tenido entre sus pacientes a los presidentes de Venezuela, ¿podría ser un asesino? Cuando la policía buscan en su casa , encuentran fotografías y vídeos de 1200 mujeres que revela la magnitud de los crímenes del doctor contra de sus pacientes.

### Secretos de Familia
Buenos Aires (Argentina), 2002. María Marta García Belsunce es encontrada muerta . Al principio, parece ser un accidente, pero una autopsia revela que su muerte es un homicidio.

### Entre el Amor y el Espanto
Ibagué, 2009. Una bolsa de basura negra llama la atención de un agricultor; su contenido resultan ser la cabeza de una mujer. Cuando ella es identificada , se revela que es la esposa de Joaquín Aldana , un coronel de la policía con un historial impecable que había luchado en contra de los carteles de la droga de Colombia durante años, y ahora es el principal implicado en su asesinato.

### El Atajo de la Muerte
São Paulo (Brasil) La esposa de un procurador de justicia es asesinada después de tomar un atajo, pero las investigaciones demostraran que nada es lo que parece.